# Letecká základna Nevatim
Letecká základna Nevatim (ICAO: LLNV), známá též jako Letecká základna 28, je jedna ze tří hlavních základen Izraelského vojenského letectva, nacházející se jihovýchodně od Beerševy poblíž mošavu Nevatim. První provoz, tehdy pod názvem Malchata, zde začal v roce 1947, kdy byla vystavěna jako nerovná přistávací dráha pro Šerut Avir, což bylo letecká část Hagany. Znovuotevřena byla v roce 1983, tentokráte již jako nová moderní letecká základna se dvěma přistávacími drahami, financovaná z americko-izraelských vládních zdrojů v rámci přesunu izraelských leteckých základen ze Sinajského poloostrova poté, co byl vrácen Egyptu po uzavření dohod z Camp Davidu. Od roku 2003 je zde umístěno více eskader letounů F-16.

## Jednotky
- Peruť 103 – C-130
- Peruť 116 – F-16A/B
- Peruť 120 – Boeing 707
- Peruť 122 – Gulfstream G550
- Peruť 131 – C-130
- Peruť 140 – F-16A/B